# Going Under Ground
Going Under Ground (ゴーイング・アンダー・グラウンド, Gōingu andā guraundo) est un groupe japonais de rock.